# Auricular

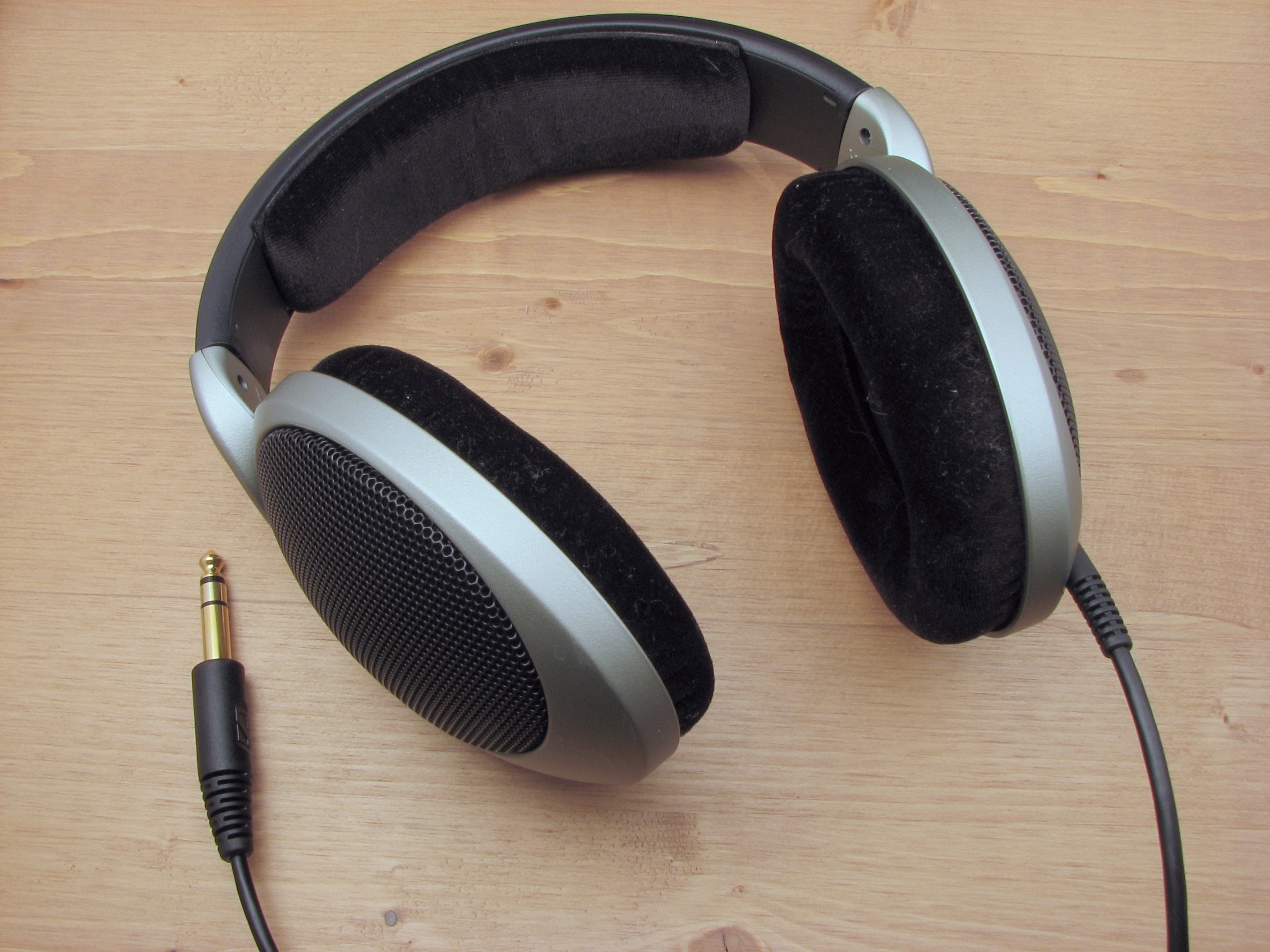
Auriculars de diadema

Un auricular o en plural auriculars o audiòfons perquè se n'usa un per a cada orella, és un transductor que rep un senyal elèctric originat per una font electrònica (com per exemple una ràdio, un simptoamplificador o un reproductor d'àudio) i que pel seu disseny permet col·locar a prop de les orelles uns altaveus per a generar ones sonores audibles. Els auriculars són normalment desmuntables i intercanviables, és a dir, que es poden endollar o desendollar amb facilitat de l'equip que els requereix. Els mateixos auriculars poden ser emprats per diversos sistemes d'àudio.
En el context de les telecomunicacions, els auriculars fan referència a una mena d'aparell que consisteix en una combinació d'auriculars i micròfon per a la comunicació bidireccional. Per exemple, un telèfon mòbil.

## Història
Els auriculars van començar a fer-se servir a partir de la telefonia i la ràdio. Els senyals elèctrics febles dels primers instruments elèctrics (encara no electrònics) requerien una amplificació personalitzada per a l'àmbit de la telefonia.
A l'empresa anomenada Beyerdynamic se li atribueix oficialment l'invent, a finals dels anys 1930, com la primera empresa a vendre auriculars al públic en general: model DT48 el 1937.
L'ús es va massificar d'ençà del sorgiment dels sistemes d'àudio personals: ràdios portàtils i reproductors portàtils de casset; posteriorment el fenomen va augmentar amb l'ús del reproductor de CD, el reproductor d'àudio digital, l'ordinador personal i els telèfons intel·ligents.
Amb l'avanç de l'electrònica s'han incorporat el receptor de ràdio AM/FM i han adquirit altres capacitats, com ara la comunicació sense fils (per mitjà d'infrarojos, Bluetooth o wifi) per a rebre senyals.

## Tipologia
Existeixen auriculars de diverses mides. Hi ha alguns models intraaurals que milloren la comprensió oral en diverses situacions i ajuden les múltiples funcions de l'audició en l'home (localització de sons, gaudir de la música…). A causa del fet que el tipus i grau de pèrdua auditiva varien segons la persona, i fins i tot entre cada orella, hi ha diferents models d'audiòfons, que s'adapten específicament a cada pèrdua auditiva tenint en compte les necessitats personals. També hi ha models retroauriculars.
Els tipus d'auriculars que hi ha són: 
- Supraaurals (on-ear)
- Circumaurals (over-ear)
- Intraaurals (in-ear)

Els dos primers poden ser tant oberts com tancats.
- Auriculars oberts:[5] La principal característica dels auriculars oberts és que en estar lleugerament separats de l'orella i deixar passar part del so extern, generen una sensació major i més natural del camp estèreo i una reproducció de freqüències més lineal i precisa. Aquest és l'estàndard en els auriculars hi-fi o domèstics, però també en els sistemes de mescla professional.
- Auriculars tancats:[5] Permeten gairebé un aïllament auditiu complet del subjecte que escolta i, així mateix, impedeixen que el so reproduït surti a l'exterior, per això les seves aplicacions solen estar més dedicades al camp professional, amb monitoratge d'estudi o mescla per a discjòqueis en clubs.
- Intraaurals:[5] Són petits audiòfons, aproximadament de la grandària d'un botó, que s'introdueixen dins de l'orella i permeten a l'oient una major mobilitat i confort, però la seva qualitat sonora està per sota dels models supraaurals i circumaurals. El seu ús més comú és l'amplificació del so per a persones amb problemes auditius i per als reproductors portàtils (Walkman, Discman, iPod, etc.).

Els auriculars de més qualitat solen tenir la càpsula o «cor» de l'altaveu de neodimi, un aliatge de metall que permet un gran rang dinàmic i una amplitud de freqüències completa. L'ús sovintejat d'auriculars pot produir alteracions en la salut.
Els auriculars sense fils es caracteritzen pel fet de no usar cables de connexió amb l'aparell reproductor. Es componen d'un emissor i un receptor. L'emissor es connecta a una sortida d'àudio compatible i a través del cable va a parar a l'emissor. Després, aquest envia els impulsos elèctrics a través d'FM, Bluetooth, Wi-Fi o infrarojos fins a arribar al receptor on aquest descodifica les ones en impulsos elèctrics pels auriculars.

## Característiques

### Cancel·lació activa soroll
La cancel·lació activa de soroll és una característica parcialment nova que es pot trobar en alguns models. Bàsicament, el que generen són ones sonores que xoquen amb les ones provinents de l'exterior i tenen l'efecte d'atenuar notablement el soroll generat al voltant perquè l'oient es pugui concentrar exclusivament en la música.
Aquesta tecnologia és bona per a discjòqueis o per a escoltar música en entorns molt sorollosos. En alguns dissenys és possible activar o desactivar aquesta funció. Gairebé tots aquests models s'alimenten actualment de bateries per a fer funcionar la cancel·lació activa de soroll.

### Freqüència
Es tracta del rang de sons que poden reproduir els auriculars. Es mesura en Hertz i engloba des de les freqüències més altes fins als baixos més profunds. Normalment, hi ha un rang compatible amb cada model, per exemple, 18 Hz a 30.000 Hz. Com més gran sigui el rang millor, així s'aconsegueix més sensibilitat en greus i aguts. Com a referència, l'ésser humà pot escoltar freqüències entre 20 Hz i 20.000 Hz.

### Impedància
És la resistència al pas de corrent elèctric. Com menys impedància, més alt és el volum, per la qual cosa es poden fer funcionar apropiadament amb fonts de corrent petites com l'iPod (impedàncies de 60 ohms o menys). Si la impedància és gran, per sobre de 100 ohms, caldrà fer servir un amplificador d'àudio.

### Decibels
El decibel és la unitat amb què es mesura la intensitat sonora. Més decibels significa més volum del so. Gairebé tots els auriculars suporten fins a 100 dB.
L'ús d'auriculars pot produir canvis en la salut humana si s'utilitzen amb un volum molt alt de so. Es recomana no excedir els 110 dB a l'ocupació habitual per evitar problemes d'oïda.

### Imant permanent de samari-cobalt
Dins la coberta de cada audiòfon, l'electricitat al filferro de coure i la membrana de l'audiòfon crea un camp magnètic que atrau el filferro i la membrana cap a l'imant permanent (elaborat de samari-cobalt); els canvis en la intensitat del corrent elèctric fan que la membrana vibri, i les vibracions mouen l'aire, i així es genera el so.

## Beneficis i limitacions
Els auriculars es fan servir per a evitar que altres persones puguin o hagin de sentir el so, com en llocs públics, biblioteques, etcètera, o per aïllament. A més, poden proporcionar una qualitat de so superior a la major part dels altaveus, fins i tot de gamma alta. Això és especialment notable en freqüències baixes, on en sistemes d'altaveus domèstics és necessari l'ús d'un altaveu de subgreus (subwoofer), i fins i tot altaveus de subgreus d'alta qualitat poden tenir distorsions en freqüències molt baixes (en el cas dels auriculars, és molt menys comú a freqüències baixes com 20 Hz).
Els auriculars també permeten un sistema de posicionament 3D d'àudio avançat, molt utilitzat al cinema i sobretot en videojocs, on es pot jutjar la posició a partir de les fonts de so (com els passos d'un enemic) abans d'aparèixer a la pantalla. Tot i això, cal destacar que el posicionament de so tridimensional està molt més avançat en el cas de sistemes de so 5.1 i 7.1. Per recrear un efecte similar amb auriculars es fa servir l'holofonia, sistema d'àudio que recrea gairebé a la perfecció qualsevol ambient sonor. No obstant això, es fa servir molt poc a causa de la necessitat de gravar les fonts de so amb micròfons especials i, per tant, impossible de realitzar en temps real. Això fa que moltes vegades la majoria dels enregistraments que se senten siguin gravats en un estèreo dissenyat per a altaveus, que creen l'efecte sonor on el so prové del «centre del cap» de l'oient. Per simular els efectes com ara la reverberació d'una estança o sons que provenen de la part del darrere, cal recrear aquestes condicions en el mateix enregistrament, ja que els auriculars, en anar directament a l'orella, no creen per ells mateixos aquests efectes. Les gravacions binaurals (els utilitzats per a l'holofonia) precisament serveixen per a això; tanmateix, per les raons abans esmentades, són poc comuns al cinema i a la música.

## Perills
Usar els auriculars en un nivell de volum prou alt pot causar el deteriorament o la sordesa temporal o permanent d'oïda a causa d'un efecte anomenat emmascararament freqüencial. El volum de l'auricular ha de competir amb el soroll de fons, especialment en llocs excessivament sorollosos, com ara estacions subterrànies, avions i grans multituds. Això condueix a l'aparició del dolor normal associat a nivells més alts de volums, i els períodes prolongats del volum excessivament sorollosos són extremadament perjudicials. També entre els danys que es donen per l'abús dels auriculars a un volum alt, s'hi troba el tinnitus.
Hi ha una creença que afirma que els auriculars petits poden causar més mal que els grans pel fet que s'introdueixen directament a l'oïda. Això, però, és fals, atès que els danys es produeixen a l'orella interna, no a l'externa. Així que el volum, no la mida, influeix en el nivell de risc.
Aquests darrers anys, l'interès s'ha tornat a centrar en la protecció de l'audició, i les companyies han respost. Per exemple, l'AVLS de Sony corregeix diferències en volums de la pista mentre es reprodueixen, i la revisió mèdica dels sons d'Apple normalitza els volums màxims de pistes seleccionades a iTunes. Igualment, la nova tecnologia de la marca Beats ha desenvolupat sistemes de protecció extensiva per a l'oïda, creant límits de DB. Es poden manipular també les etiquetes de volum del fitxer MP3; aquest mètode l'ha de fer manualment l'usuari mitjançant programari de tercers.
El govern francès ha imposat un límit a tots els reproductors de música venuts al país: no han de ser capaços de produir més de 100 dB (el llindar de dany l'audició durant el seu ús estès és 80 dB, i el llindar del dolor, o de la pèrdua d'oïda immediata, és 130 dB).
Altres riscos es presenten pel coneixement reduït de sons externs; algunes jurisdiccions regulen l'ús d'auriculars mentre es condueixen vehicles, limitant generalment l'ús d'auriculars a una sola oïda. També solen limitar el volum del so.